# Trockenfallen von Wasserfahrzeugen

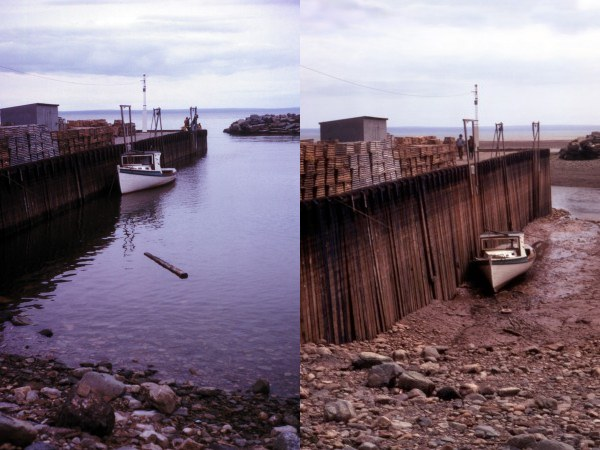
Die Bay of Fundy bei Hoch- und bei Niedrigwasser

Als Trockenfallen von Wasserfahrzeugen bezeichnet man es, wenn ein Wasserfahrzeug tidenbedingt an einer flachen Stelle im Meer (Trockenfallendes Gebiet) durch den sinkenden Wasserstand auf dem Grund aufsetzt und später trocken auf dem Meeresgrund liegt.

## Voraussetzungen
Damit ein Wasserfahrzeug trockenfallen kann, muss der Tiefgang des Wasserfahrzeuges größer als die mittlere Wassertiefe minus dem halben Tidenhub sein. Trockenfallende Gebiete sind in der Seekarte markiert. Die unterstrichenen Zahlen auf den Gebieten zeigen an, wie hoch die Gebiete bei Niedrigwasser aus dem Wasser ragen.
Will ein Wasserfahrzeug trockenfallen, muss es bei Hochwasser an eine Stelle fahren, die bei Niedrigwasser mindestens so hoch wie der eigene Tiefgang trockenfällt. Entweder fährt das Wasserfahrzeug absichtlich auf diese flache Stelle auf oder es wirft einen Anker. Bei ablaufendem Wasser senkt sich das Fahrzeug dann langsam mit sinkendem Wasserstand auf den Meeresgrund ab. Liegt das Fahrzeug auf dem Meeresgrund, läuft schließlich noch das restliche Wasser unter dem Fahrzeug heraus, bis dieses schließlich ganz ohne Wasser trocken auf dem Meeresgrund liegt.
Damit das Fahrzeug nicht umfällt, sollte es einen flachen Boden haben wie z. B. Plattbodenschiffe. Segelboote mit Kimmkielen oder Mehrrumpfboote können auch trockenfallen. Für Schiffe, die nur einen Kiel haben, sind Wattstützen notwendig, die meist mit einem Bolzen mittschiffs an der Bordwand befestigt und durch ein nach vorn und nach achtern gespanntes Tau senkrecht gehalten werden. Die Wattstützen reichen nicht ganz bis zu dem Niveau der Kielsohle, damit die Yacht von ihnen nur gestützt wird und auf dem Kiel ruht. Eine weitere Methode ist, die Yacht an eine Kaimauer zu lehnen. Einige moderne Yachten sind für die Belastung durch das Stehen nur auf dem Kiel nicht konstruiert und können nicht trockenfallen.
Ein Wasserfahrzeug fällt hoch trocken, wenn es bald nach Hochwasser auf dem Grund aufsetzt. Es fällt niedrig trocken, wenn es erst kurz vor Niedrigwasser aufsetzt und nur kurz trocken liegt, bevor es wieder aufschwimmt.
Beim Trockenfallen sollte darauf geachtet werden, dass nie zu hoch trockengefallen wird, um sicherzustellen, dass das nächste Hochwasser das Wasserfahrzeug wieder aufschwimmen lässt, damit es seine Reise fortsetzen kann. Um das sicherzustellen, solle ein Wasserfahrzeug immer nur bei ablaufendem Wasser, am besten mit einem zeitlichen Abstand von einer Stunde zum Hochwasser, trockenfallen gelassen und die Wasserstandsvorhersagen für die nächste Tide beachtet werden. Die Höhe jedes Hochwassers ist anders und hängt zudem auch vom Wind ab. Wenn man zu hoch trocken fällt, kann es darum passieren, dass die nächste Flut nicht hoch genug ausfällt.

## Trockenfallen lassen zum Spaß

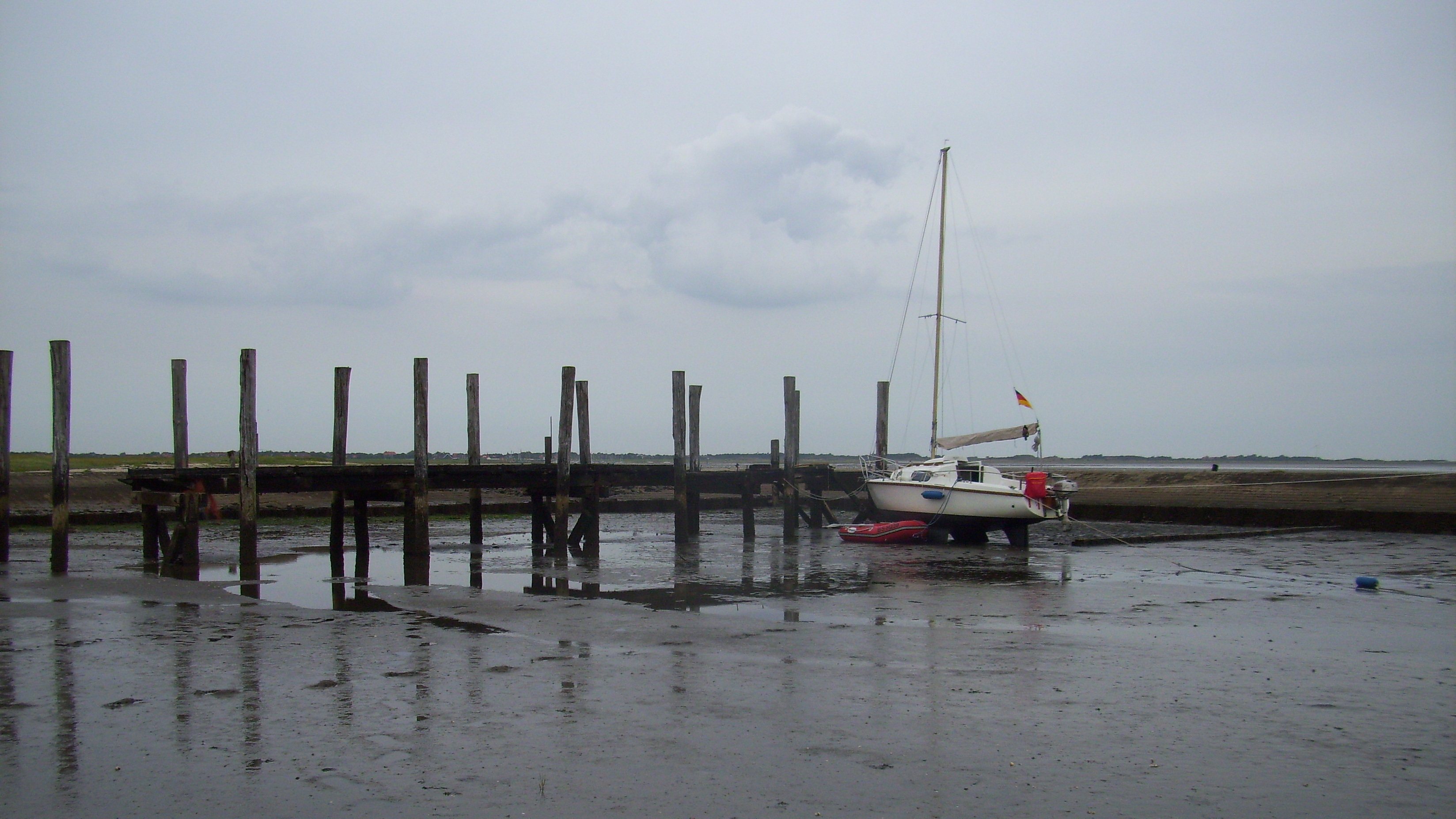
Trockenfallen zum Spaß: Trockengefallene Segelyacht des Typs Leisure 17 am Alten Anleger von Spiekeroog

Viele Fahrzeugführer von Sportbooten lassen ihre Boote im Wattenmeer absichtlich trockenfallen, um im Watt spazieren gehen oder sich ein paar Stunden ausruhen zu können oder die Gebühr über Nacht für einen Hafen zu sparen. Wer sich zum Ausruhen trockenfallen lässt, sollte sich möglichst hoch (aber nicht zu hoch) trockenfallen lassen. Außerdem müssen die örtlichen Vorschriften beachtet werden. In vielen Revieren ist aus Naturschutzgründen ein Trockenfallen oder auch schon das Befahren während des Niedrigwassers nicht mehr erlaubt.

## Trockenfallen lassen für Reparaturen
Manche Wasserfahrzeuge lassen sich auch absichtlich trockenfallen, um den sonst im Wasser liegenden Unterboden des Schiffes zu kontrollieren oder kleine Reparaturarbeiten durchzuführen.

## Trockenfallen lassen zum Be- und Entladen

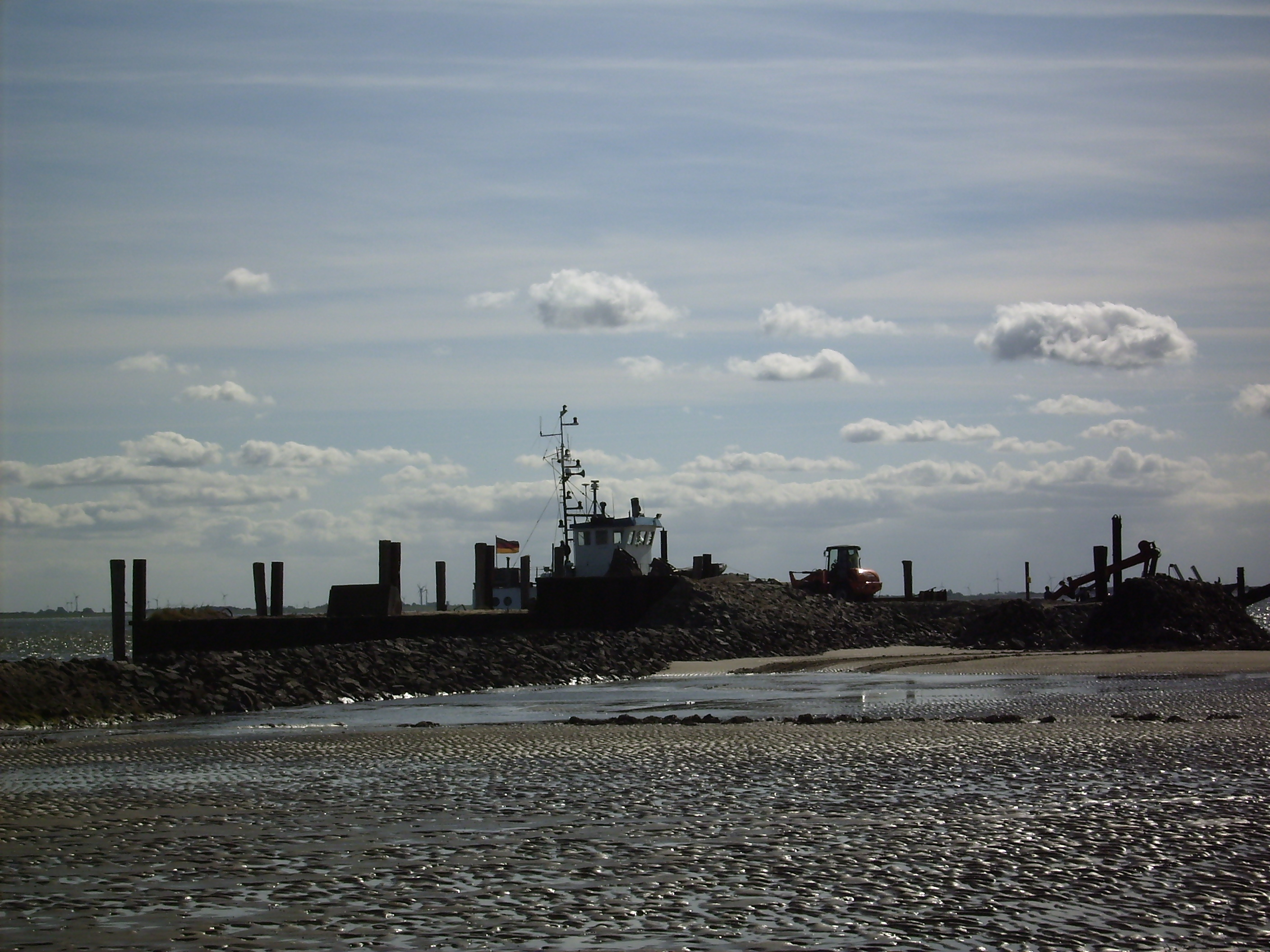
Trockengefallenes Landungsschiff bei dem Rückbau des Alten Anlegers in Spiekeroog

Landungsschiffe können sich an einem Strand oder einer anderen Küstenstelle trockenfallen lassen, an der es keinen Hafen gibt, um Baumaschinen oder Material auf- oder abzuladen.

## Gefahren
Fällt ein Schiff bei Springflut und nach voller Tide trocken, wo es kaum Wasser unter dem Schiffskörper hat, muss es bis zur nächsten Springflut warten, da eine normale Tide nicht genug Wasser mitbringt, um das Schiff wieder aufschwimmen zu lassen. Läuft die Tide nach dem Trockenfallen mit entsprechender Wellenbildung auf, kann es passieren, dass das Schiff während des Aufschwimmens durch Wellen auf den Grund aufsetzt und dadurch unter Umständen Bodenschäden erleidet. Es kann jedoch auch vorkommen, dass ein Schiff bei ablaufendem Wasser versehentlich aufläuft und erst mit der nächsten Tide wieder freikommt. Beim Auflaufen der Tide sollte auf jeden Fall ein Anker in Richtung des zurücklaufenden Wassers ausgebracht werden, um zu vermeiden, dass das Schiff durch Strömung oder Wind beim Aufschwimmen in noch flachere Gebiete gedrückt wird.
Bei rauem Wetter mit hohen Wellen ist Trockenfallen für das Schiff gefährlich, weil es während der Aufsetz- bzw. Aufschwimmphase wiederholt kräftig gegen den Boden schlagen oder darüber geschleift werden kann.
Bei ungünstigen Bodenverhältnissen kann es im Zusammenwirken mit der Rumpfform zum Festsaugen des Fahrzeugs kommen. Im Extremfall wird das Schiff dabei geflutet, bevor es aufschwimmt. Ebenfalls zum Fluten des Schiffes kann es kommen, wenn dieses mit starker Krängung trockenfällt, beispielsweise weil es eigentlich nicht dafür geeignet ist oder weil der Untergrund stark abfällt. Dann kann bei der Rückkehr des Wassers dieses auf der niedrigeren Seite das Deck erreichen, bevor das Schiff aufschwimmt.

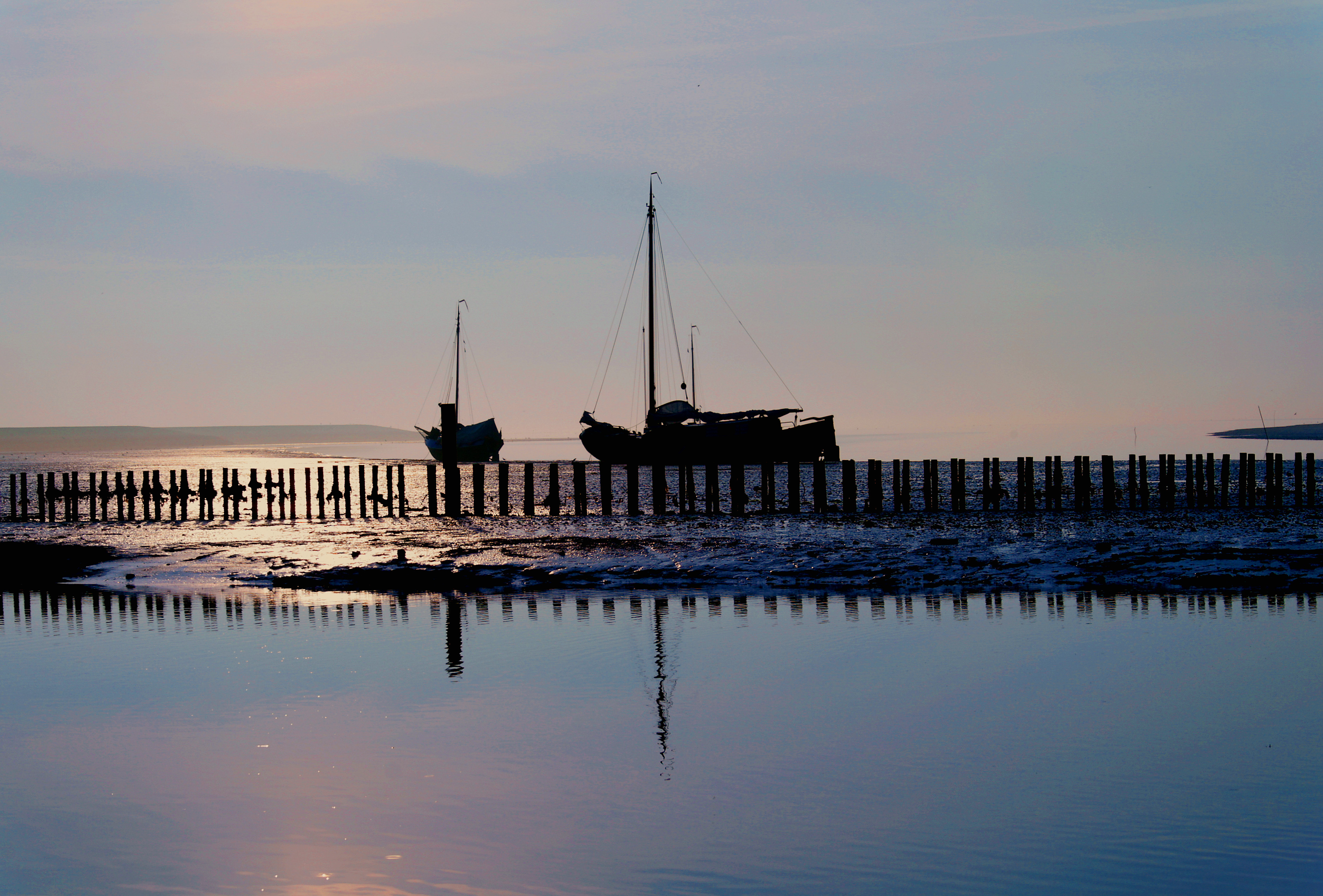
Zwei Plattbodenschiffe – trockengefallen vor Terschelling
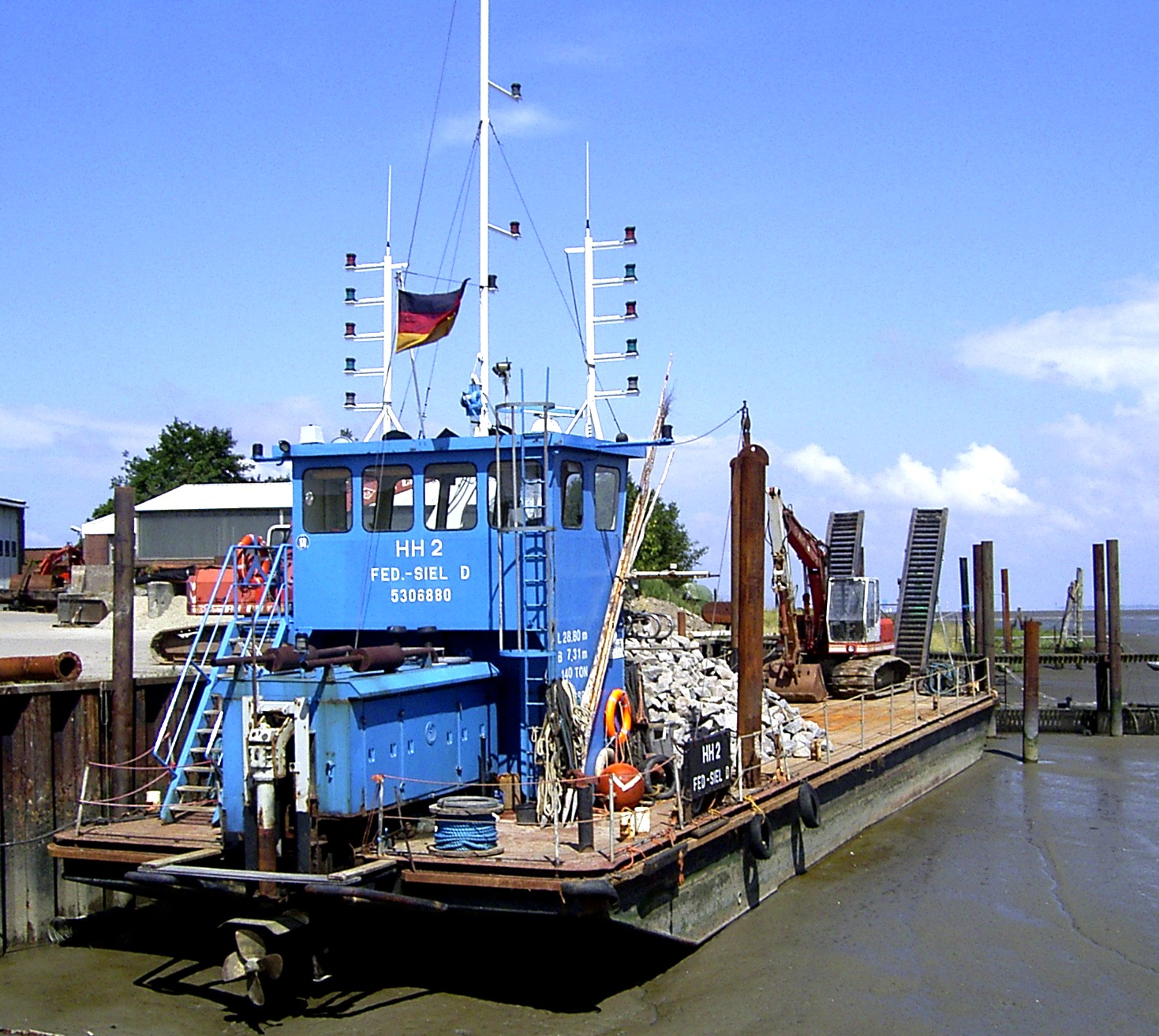
Ein trockengefallener Arbeitsponton im Hafen von Fedderwardersiel
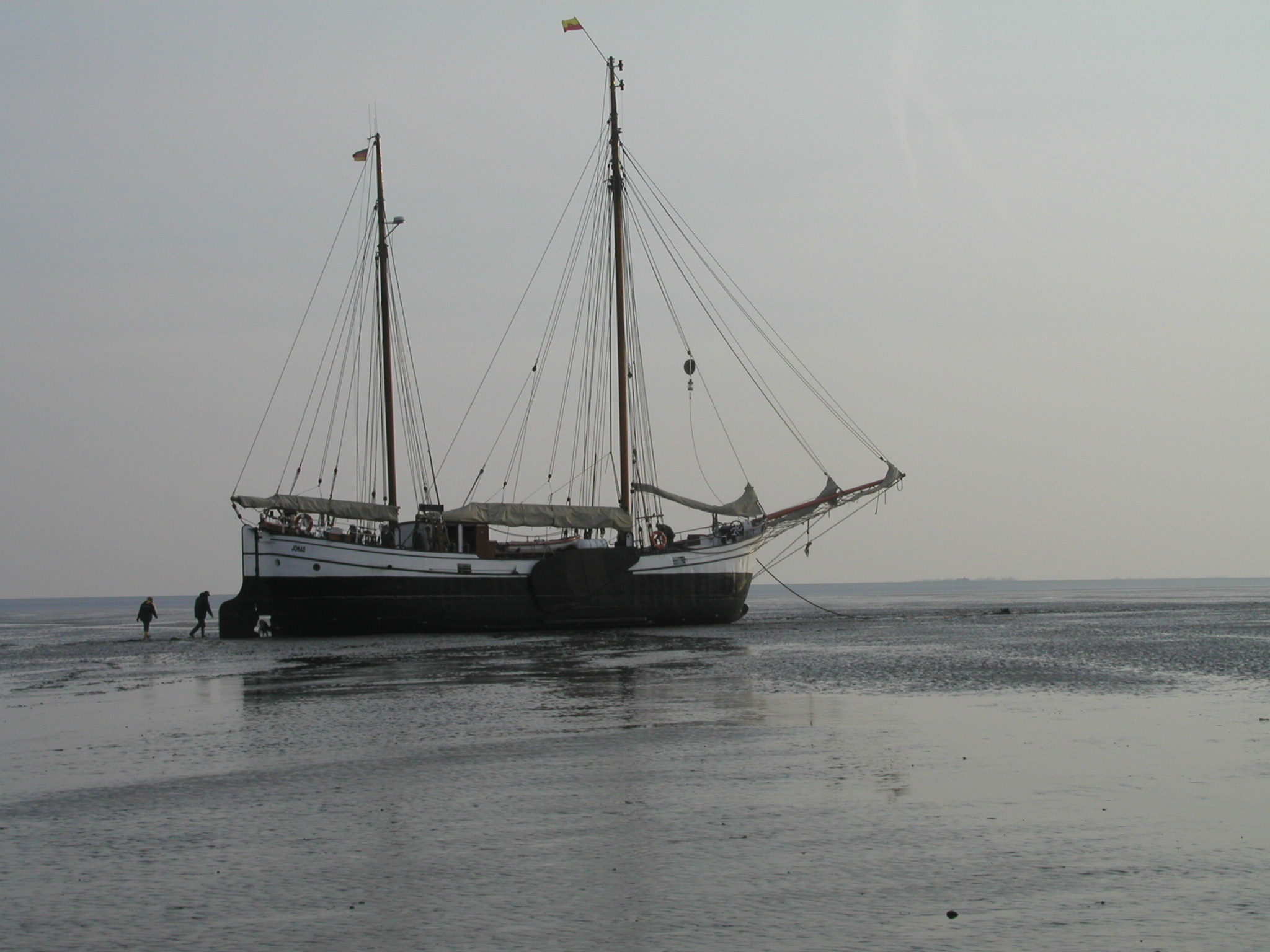
Ein trockengefallenes Plattbodenschiff bei Westerhever
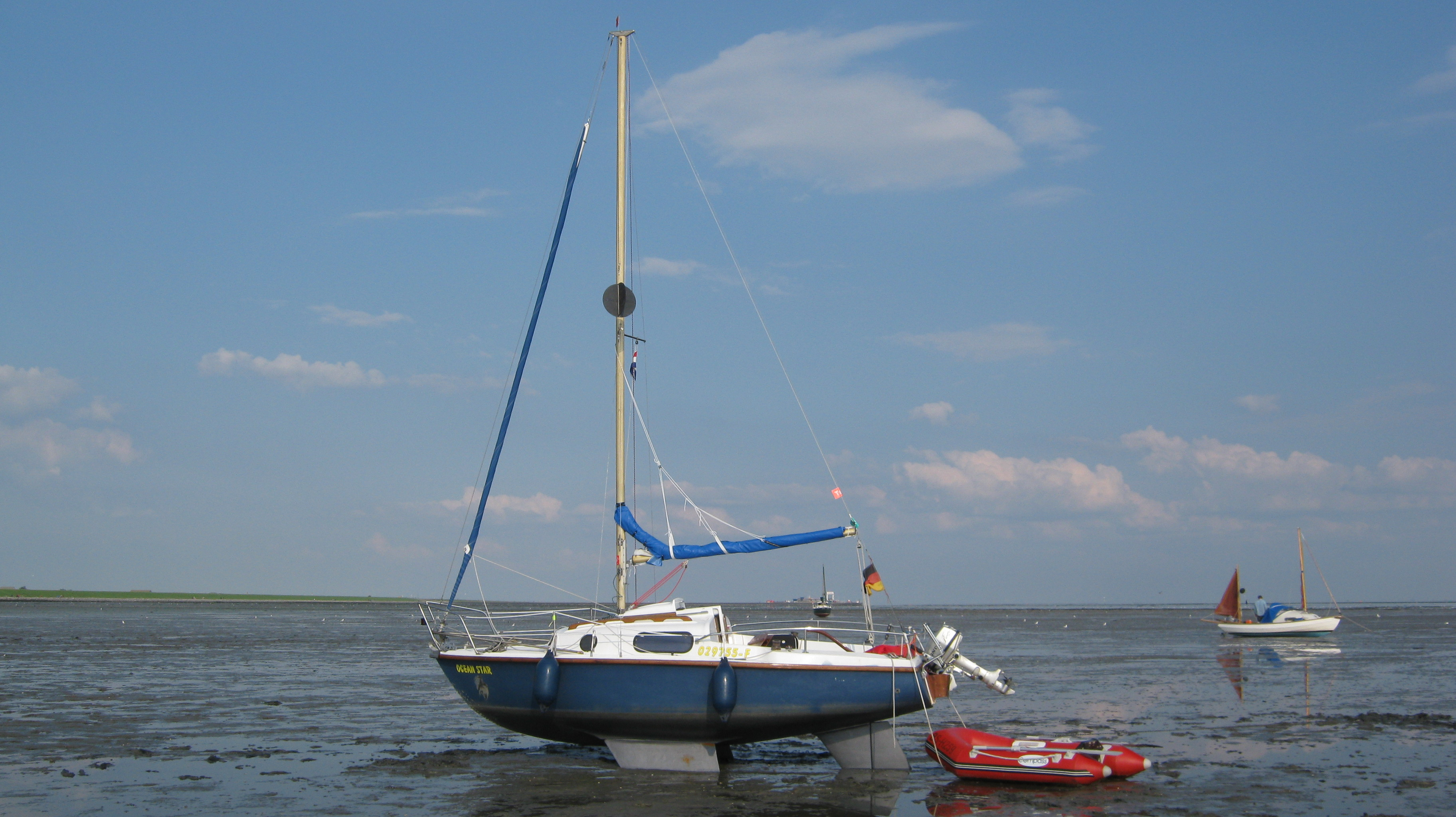
Eine kleine Segelyacht, Typ Kimmkieler und eine Jolle, trockengefallen bei Schiermonnikoog
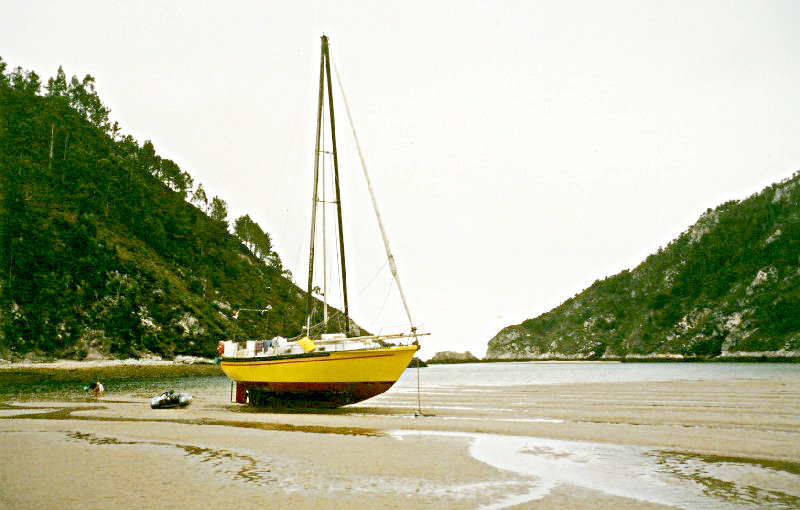
Segelyacht hat sich trockenfallen lassen in der Ría de Tina Menor in Spanien, 1997